# Domaso
Domaso är en ort och kommun i provinsen Como i regionen Lombardiet i Italien. Kommunen hade 1 479 invånare (2018).